# GSC7214-947
GSC7214-947 — хімічно пекулярна зоря спектрального класу Sr, що має видиму зоряну величину в смузі V приблизно  9,4.